# Bob Azzam
Waddie Georges Azzam meglio conosciuto come Bob Azzam (Alessandria d'Egitto, 24 ottobre 1925 – Monaco, 24 luglio 2004) è stato un cantante egiziano.

## Biografia
Perito elettrotecnico, inizia la sua carriera verso la metà degli anni cinquanta esibendosi con la sua orchestra nei locali notturni nelle riviere del Mar Mediterraneo. Arriva in Italia nel 1960 e riprende il repertorio di artisti noti all'epoca quali Marino Marini, Renato Carosone, Fred Buscaglione e Marino Barreto Jr.. In Francia nello stesso anno lancia due canzoni dalle sonorità mediorientali, che diventano grandi successi: Ya Mustapha e Fais-moi du couscous, cherie.
In Italia incide alcuni 45 giri per la Italdisc e la Karim, ma la sua popolarità declina rapidamente e Azzam decide di stabilirsi a Ginevra dove apre un locale notturno che porta il suo nome.
È morto a Monaco nel 2004.

## Discografia parziale

### Singoli
- 1960: T'ho vista piangere/Ti adorerò (Barclay, J 30082)
- 1960: Mustapha/Tintarella di luna (Barclay, 62096)
- 1960: Love in Portofino/Luna caprese (Italdisc, BH 47)
- 1960: Cuidado con la mano/Pimpollo (Italdisc, BH 48)
- 1960: Happy birthday cha cha cha/Till (Italdisc, BH 49)
- 1960: Malatia/La luna cascabelera (Italdisc, BH 52)
- 1960: Valentino/Fais-moi le couscous cher (Italdisc, BH 70)
- 1960: C'Est Écrit Dans Le Ciel/Viens, Viens Dans Mes Bras/Les Papous/Ola! Ola! (Barclay, 72431 M)
- 1961: Non sei mai stata così bella/A Palma de Maiorca (Italdisc, BH 81)
- 1961: 24.000 baci/Fais-moi le couscous cheri (Italdisc, BH 87)
- 1961: La pachanga/Pepito (Italdisc, BH 93)
- 1961: Amen Twist/Vieni vieni (Barclay, J 30149)
- 1962: La donna dei sogni/One finger one thumb (Karim, KN 119)
- 1962: Un giorno ti dirò/Cinque minuti ancora (Karim, KN 120)
- 1962: Guardando il cielo/Sonata (Karim, KN 143)
- 1962: Cri de ma vie/Loulou (Karim, KN 144)
- 1963: A braccia aperte/Sebeline (Festival, FX 108)
- 1966: Les marrons chauds/La joie d'aimer (Barclay, BN 6019)